# تهیلر (دهانه)
تهیلر یک دهانه برخوردی در ماه‌ است.